# ناوکی کوسونوسه
ناوکی کوسونوسه (انگلیسی: Naoki Kusunose؛ زادهٔ ۱۷ آوریل ۱۹۶۴) بازیکن فوتبال اهل ژاپن است.
از باشگاه‌هایی که در آن بازی کرده‌است می‌توان به باشگاه فوتبال توکیو وردی اشاره کرد.